# 氢化亚铜
氢化亚铜（化学式：CuH）是铜的二元氢化物。Cu-H键很弱因此这种化合物是不稳定的。硫酸铜与次磷酸钠在少量硫酸存在的条件下反应得到这种红色沉淀。它受热就分解为金属铜和氢气。X射线衍射实验已经测定了它的晶体结构。它与三苯基膦的加合物是有机化学中的斯瑞克试剂。